# Oxyopes ashae
Oxyopes ashae är en spindelart som beskrevs av Gajbe 1999. Oxyopes ashae ingår i släktet Oxyopes och familjen lospindlar. Inga underarter finns listade i Catalogue of Life.